# Wayne Robson
Wayne Robson (Vancouver, 29 de abril de 1946 - 4 de abril de 2011) foi um ator de televisão, cinema e teatro canadense.